# Platygaster tumoricola
Platygaster tumoricola är en stekelart som beskrevs av Jean-Jacques Kieffer och Jörgensen 1910. Platygaster tumoricola ingår i släktet Platygaster och familjen gallmyggesteklar. Inga underarter finns listade i Catalogue of Life.